# FIBA Asia Champions Cup 2005
La FIBA Asia Champions Cup 2005 è stata la sedicesima edizione della massima competizione continentale per club di basket dell'Asia organizzata dalla FIBA Asia; la seconda con la denominazione di FIBA Asia Champions Cup. 
Il torneo, a cui hanno preso parte 10 squadre provenienti da altrettante nazioni, si è svolto nelle Filippine dal 29 Maggio al 5 Giugno 2005, per la prima volta nella storia della competizione le partite si giocarono in tre città diverse: Quezon City, Pasay e Antipolo; la finale è stata giocata il 5 giugno presso la Smart Araneta Coliseum di Quezon City.
L'Al-Rayyan Doha del Qatar è diventata la seconda squadra a riuscire a vincere più di una edizione della competizione, detronizzando prima i detentori e tre volte campioni del Sagesse Beirut dal Libano nelle semifinali, dopo un emozionante over-time terminato 87-84, per poi sconfiggere il Zain Club della Giordania nella finale per 83-77. In precedenza, l' Al-Rayyan Doha aveva vinto il titolo nell'edizione del 2002 tenutasi a Kuala Lumpur.

## Squadre Partecipanti
| Squadre FIBA Asia Champions Cup 2005 | Squadre FIBA Asia Champions Cup 2005 |
| ------------------------------------ | ------------------------------------ |
| Al-Sharjah                           | Young Cagers                         |
| Sagesse Beirut                       | Zain Club                            |
| Saba Battery Tehran                  | San Miguel Philippines               |
| Al-Rayyan Doha                       | Al-Jaish Damasco                     |
| Al Kuwait                            | Tobol Kostanay                       |

## Fase a gironi
Tutte le partite sono state giocate secondo l'orario locale (UTC+8)

### Gruppo A
| Squadra                | Par. | V | S | PF  | PS  | DP   | Pun. |
| ---------------------- | ---- | - | - | --- | --- | ---- | ---- |
| Saba Battery Tehran    | 4    | 4 | 0 | 321 | 233 | +88  | 8    |
| Sagesse Beirut         | 4    | 3 | 1 | 335 | 300 | +35  | 7    |
| San Miguel Philippines | 4    | 2 | 2 | 334 | 301 | +33  | 6    |
| Tobol Kostanay         | 4    | 1 | 3 | 275 | 321 | −46  | 5    |
| Young Cagers           | 4    | 0 | 4 | 231 | 341 | −110 | 4    |

Fonte: Goalzz.com

### Gruppo B
| Squadra          | Par. | V | S | PF  | PS  | DP   | Pun. |
| ---------------- | ---- | - | - | --- | --- | ---- | ---- |
| Al-Rayyan Doha   | 4    | 4 | 0 | 356 | 214 | +142 | 8    |
| Zain Club        | 4    | 3 | 1 | 338 | 326 | +12  | 7    |
| Al Kuwait        | 4    | 2 | 2 | 325 | 342 | −17  | 6    |
| Al-Jaish Damasco | 4    | 1 | 3 | 292 | 325 | −33  | 5    |
| Al-Sharjah       | 4    | 0 | 4 | 242 | 346 | −104 | 4    |

Fonte: Goalzz.com

## Piazzamento 9°-10°
| Antipolo 3 giugno 2005, ore 10:15 UTC+8 9ª-10ª Posizione                                     | Young Cagers | 92 – 82 (24-27, 49-43, 60-57) referto | Al-Sharjah | Ynares Center |
| \| \| \| \| \| Robinson 29 Riyazuddin 24 Rai 16 \| Punti \| 27 Abdulla 21 Abbas 16 Farhan \| |              |                                       |            |               |
|                                                                                              |              |                                       |            |               |
| Robinson 29 Riyazuddin 24 Rai 16                                                             | Punti        | 27 Abdulla 21 Abbas 16 Farhan         |            |               |

## Fase Finale

### Tabellone principale
|  | Quarti di finale 3 Giugno | Quarti di finale 3 Giugno | Quarti di finale 3 Giugno |                |                        | Semifinali 4 Giugno | Semifinali 4 Giugno | Semifinali 4 Giugno |  |  | Finale 5 Giugno | Finale 5 Giugno | Finale 5 Giugno |
|  |                           |                           |                           |                |                        |                     |                     |                     |  |  |                 |                 |                 |
|  | B4                        | Al-Jaish Damasco          | 65                        |                |                        |                     |                     |                     |  |  |                 |                 |                 |
|  | A1                        | Saba Battery Tehran       | 76                        |                |                        |                     |                     |                     |  |  |                 |                 |                 |
|  | A1                        | Saba Battery Tehran       | 76                        |                | A1                     | Saba Battery Tehran | 69                  |                     |  |  |                 |                 |                 |
|  |                           |                           |                           |                | A1                     | Saba Battery Tehran | 69                  |                     |  |  |                 |                 |                 |
|  |                           | B2                        | Zain Club                 | 74             |                        |                     |                     |                     |  |  |                 |                 |                 |
|  | A3                        | B2                        | Zain Club                 | 74             | San Miguel Philippines | 83                  |                     |                     |  |  |                 |                 |                 |
|  | A3                        |                           |                           |                | San Miguel Philippines | 83                  |                     |                     |  |  |                 |                 |                 |
|  | B2                        | Zain Club                 | 86                        |                |                        |                     |                     |                     |  |  |                 |                 |                 |
|  |                           |                           |                           |                |                        |                     |                     |                     |  |  | B2              | Zain Club       | 76              |
|  |                           |                           | B1                        | Al-Rayyan Doha | 83                     |                     |                     |                     |  |  |                 |                 |                 |
|  | A4                        | Tobol Kostanay            | 82                        |                |                        |                     |                     |                     |  |  |                 |                 |                 |
|  | B1                        | Al-Rayyan Doha            | 89                        |                |                        |                     |                     |                     |  |  |                 |                 |                 |
|  | B1                        | Al-Rayyan Doha            | 89                        |                | B1                     | Al-Rayyan Doha (OT) | 87                  |                     |  |  |                 |                 |                 |
|  |                           |                           |                           |                | B1                     | Al-Rayyan Doha (OT) | 87                  |                     |  |  |                 |                 |                 |
|  |                           | B3                        | Sagesse Beirut            | 84             |                        |                     |                     |                     |  |  |                 |                 |                 |
|  | A2                        | B3                        | Sagesse Beirut            | 84             | Al Kuwait              | 92                  |                     |                     |  |  |                 |                 |                 |
|  | A2                        |                           |                           |                | Al Kuwait              | 92                  |                     |                     |  |  |                 |                 |                 |
|  | B3                        | Sagesse Beirut            | 95                        |                |                        |                     |                     |                     |  |  |                 |                 |                 |

### Tabellone 5º- 8º posto
|  | Semifinali 4 Giugno    | Semifinali 4 Giugno    | Semifinali 4 Giugno |           |                        | Finale 5º posto 5 Giugno | Finale 5º posto 5 Giugno | Finale 5º posto 5 Giugno |  |
|  |                        |                        |                     |           |                        |                          |                          |                          |  |
|  | Al-Jaish Damasco       | Al-Jaish Damasco       | 57                  |           |                        |                          |                          |                          |  |
|  | Al-Jaish Damasco       | Al-Jaish Damasco       | 57                  |           |                        |                          |                          |                          |  |
|  | San Miguel Philippines | San Miguel Philippines | 73                  |           |                        |                          |                          |                          |  |
|  | San Miguel Philippines | San Miguel Philippines | 73                  |           | San Miguel Philippines | San Miguel Philippines   | 96                       |                          |  |
|  |                        |                        |                     |           | San Miguel Philippines | San Miguel Philippines   | 96                       |                          |  |
|  |                        |                        | Al Kuwait           | Al Kuwait | 84                     |                          |                          |                          |  |
|  | Tobol Kostanay         | Tobol Kostanay         | Al Kuwait           | Al Kuwait | 84                     | 87                       |                          |                          |  |
|  | Tobol Kostanay         | Tobol Kostanay         |                     |           |                        | 87                       |                          |                          |  |
|  | Al Kuwait              | Al Kuwait              | 96                  |           |                        | Finale 7º posto 5 Giugno | Finale 7º posto 5 Giugno | Finale 7º posto 5 Giugno |  |
|  | Al Kuwait              | Al Kuwait              | 96                  |           |                        |                          |                          |                          |  |
|  |                        |                        |                     |           |                        |                          |                          |                          |  |
|  |                        |                        |                     |           |                        | Al-Jaish Damasco         | Al-Jaish Damasco         | 77                       |  |
|  |                        |                        |                     |           |                        | Al-Jaish Damasco         | Al-Jaish Damasco         | 77                       |  |
|  |                        |                        |                     |           |                        | Tobol Kostanay           | Tobol Kostanay           | 71                       |  |

### Finale Terzo posto
| Arbitro: | Ho Kok Yew |

|                           |       |                                        |
| Pitts 30 Bahrami 8 Hall 8 | Punti | 21 el-Khatib 18 Mechantaf 17 S. Howard |

### Finale
| Quezon City 5 giugno 2005, ore 19:15 UTC+8 Finale                                                                           | Zain Club | 76 – 83 (20-24, 36-45, 54-61) referto | Al-Rayyan Doha | Smart Araneta Coliseum |
| \| \| \| \| \| Thurman 22 Idais 18 Daghles 17 \| Punti \| 30 Day 18 Saeed 17 Pasco \| \| Deis 10 \| Rimbalzi \| 15 Saeed \| |           |                                       |                |                        |
| |           |                                       |                |                        |
| Thurman 22 Idais 18 Daghles 17                                                                                              | Punti     | 30 Day 18 Saeed 17 Pasco              |                |                        |
| Deis 10 | Rimbalzi  | 15 Saeed                              |                |                        |

| FIBA Asia Champions Cup 2005 |
| ---------------------------- |
| Al-Rayyan Doha 2º Titolo     |

## Classifica finale
| Rank | Team                   | Record |
| ---- | ---------------------- | ------ |
|      | Al-Rayyan Doha         | 7–0    |
|      | Zain Club              | 5–2    |
|      | Sagesse Beirut         | 5–2    |
| 4°   | Saba Battery Tehran    | 5–2    |
| 5°   | San Miguel Philippines | 4–3    |
| 6°   | Al Kuwait              | 3–4    |
| 7°   | Al-Jaish Damasco       | 2–5    |
| 8°   | Tobol Kostanay         | 1–6    |
| 9°   | Young Cagers           | 1–4    |
| 10°  | Al-Sharjah             | 0–5    |

## Premi

### Riconoscimenti individuali
| Riconoscimento                         | Giocatore      | Squadra        | Note  |
| -------------------------------------- | -------------- | -------------- | ----- |
| FIBA Asia Champions Cup MVP            | Fadi el-Khatib | Sagesse Beirut | [ 2 ] |
| FIBA Asia Champions Cup Best Rebounder | Ayman Idais    | Zain Club      | [ 2 ] |
| FIBA Asia Champions Cup Best Passer    | Sambhaji Kadam | Young Cagers   | [ 2 ] |

### Quintetto ideale
| All-FIBA Asia Champions Cup First Team | All-FIBA Asia Champions Cup First Team |
| -------------------------------------- | -------------------------------------- |
| Fadi el-Khatib                         | Sagesse Beirut                         |
| Saad Abdulrahman Ali                   | Al-Rayyan Doha                         |
| Erfan Ali Saeed                        | Al-Rayyan Doha                         |
| Enver Soobzokov                        | Zain Club                              |
| Rommel Adducul                         | San Miguel Philippines                 |